# Флорікан індійський
Флорікан індійський (Sypheotides indicus) — вид птахів родини дрохвових (Otididae).

## Поширення
Птах гніздиться в Індії в штатах Гуджарат, Раджастан, Махараштра, Мадх'я-Прадеш і Андхра-Прадеш. У негніздовий сезон бродячих птахів спостерігають також на південному сході Індії і дуже зрідка на півдні Непалу і Пакистану. Трапляється на високотравних сухих луках, у низинних районах (нижче 250 м над рівнем моря), з домінуванням рослин Sehima nervosum та Chrysopogon fulvus. У середині 1990-х років популяція виду оцінювалася в 2200 птахів.

## Опис
Тіло самця завдовжки до 46 см, самиці більші - близько 51 см. Вага птахів коливається від 510 до 740 г. У самця голова, шия і нижня частина тіла чорна. Крила і спина мають коричневе забарвлення з білими плямами. Самиця забарвлена в коричнево-сірі тони з чорними плямами. Забарвлення між самцем і самицею сильно відрізняється, тому спочатку їх розглядали як два різних види.